# Alelă
Prin alelă (de la grecescul αλληλος, allelos) se înțelege una din multiplele forme pe care le poate avea o genă. În genetica clasică termenul alelomorfă se folosea pentru a descrie diversele forme ale unei gene, detectate ca fenotipuri diferite. În genetica modernă alelele sunt înțelese ca fiind secvențe ADN alternative, cu același locus (poziție fizică), care pot determina sau nu în trăsături fenotipice diferite. Astfel, orice variație în secvența moleculei de ADN poate fi considerată ca reprezentând o alelă, indiferent dacă această variație este localizată într-o regiune codantă sau nu și indiferent dacă participă sau nu la realizarea unui fenotip, fie normal sau anormal.

## Genă și alelă
Gena este un segment specific al moleculei de ADN (acidul dezoxiribonucleic) sau de ARN (acidul ribonucleic) care determină sinteza unui lanț polipeptidic specific și determină expresia fenotipică a unui caracter.
Gena structurală este formată din secvențe codante numite „exoni” (secvențe a căror informație se regăsește în proteina codată) și din secvențe necodante numite „introni”. Numărul exonilor diferă de la genă la genă.
Distanța dintre gene se măsoară în morgani (un centimorgan - cM - reprezentând un procent de recombinare de 1% între cele două secvențe), unitate de masură a distanței genetice numită astfel în onoarea geneticianului american Thomas H. Morgan, autorul teoriei cromozomiale a eredității. Transmiterea de la o generație la alta a caracterelor ereditare determinate de o singură genă are loc conform legilor eredității descoperite de Gregor Mendel.
Genele sunt poziționate pe cromozomi, poziția fiecărei gene fiind numită locus (la plural loci). Cei doi loci omologi (loci situați pe aceeași poziție pe perechea de cromozomi omologi) pot fi ocupați de versiuni identice sau diferite ale genei, versiuni numite alele. În cazul în care cei doi loci omologi sunt ocupați de versiuni identice ale genei, organismul este homozigot pentru alela respectivă. În cazul în care pe cei doi loci omologi se găsesc alele diferite, organismul este heterozigot. 
Alelele diferite apar ca urmare fie a mutațiilor fie a recombinării între alele prin crossing-over.

## Clasificarea alelelor
Alelele pot fi clasificate după mai multe criterii :
- după frecvență :

- alele frecvente, a căror frecvență în populație depășește 5%. Alele a căror frecvență depășește 5% sunt considerate ca polimorfisme (variante normale a genei respective).
- alele rare, cu o frecvență între 1 și 5%.
- variante rare, a căror frecvență este sub 1%.

- după origine:

- alelă ancestrală, alela de referință pentru specia respectivă numită și alelă normală sau alelă sălbatică (în engleză wild type).
- alelă derivată, alelă cu o origine mai recentă, apărută printr-o mutație a alelei ancestrale. Alelele derivate sunt numite și alele mutante.

- după efectul fenotipic determinat :

- alele nepatogene, care nu determină o boală.
- alele patogene, allele care determină manifestări patologice (boli genetice).

- după efectul funcțional, clasificare folosită în special în studiile de genetica dezvoltării la organisme model:

- alelă amorfă, alelă care determină pierderea completă a funcției genei. Un exemplu de alelă amorfă este alela I0 implicată în determinismul genetic al sistemului AB0, alelă care codifică o enzimă glicoziltransferază inactivă.
- alelă hipomorfă, alelă care determină pierderea parțială a funcției genei.
- alelă hipermorfă, alelă care determină creșterea funcției genei.
- alelă antimorfă, alelă a cărei funcție este opusul funcției normale a genei respective.
- alelă neomorfă, alelă care determină o funcției nouă, diferită de funcția originală a genei.

- după modul de transmitere a variantei caracterului determinat de alela respectivă :

- alele dominante.
- alele recesive.
- alele codominante.

## Alelă și pseudoalelă

Alele A și B pot fi considerate pseudoalele deoarece permit, printr-un mecanism de recombinare, formarea de alele noi, dublu mutante sau fără mutații.

O situație deosebită o reprezintă prezența de variante patogene multiple pentru o genă dată. Aceste variante pot fi considerate ca variante alelice din punct de vedere funcțional deoarece toate determină modificarea caracterului determinat de gena respectivă. Din punct de vedere structural însă, ele nu sunt în mod real alelice deoarece mutațiile sunt situate pe poziții diferite. Prin recombinare (fie recombinare cromozomică – crossing-over– în meioză, fie conversie genică) pot apărea variante noi ale genei care să conțină ori ambele mutații (varianta fiind nefuncțională), ori niciuna (aceasta variantă a genei fiind funcțională și numindu-se revertant). Aceste variante genice, alelice din punct de vedere funcțional însă nu și din cel structural, sunt numite pseudoalele.
Frecvența de recombinare între cele două pseudoalele este direct proporțională cu distanța fizică ce separă cele două mutații: cu cât este mai mare (respectiv cu cât numărul exonilor genei este mai mare și cu cât regiunea genomică ce conține gena este mai mare), cu atât probabilitatea unei recombinări devine mai mare. 

## Numărul și frecvența alelelor
Numărul și frecvența alelor unui locus sunt variabile atât de la o populație la alta cât și în timp, în interiorul aceleiași populații, depinzând de istoria evolutivă a populației respective. Fenomene precum efectul de fondator, efectul „gâtului de sticlă”, izolarea reproductivă sau deriva genetică pot determina, în intervale reduse de timp, variații importante ale numărului și frecvenței alelelor în acea populație. 
Numărul și frecvența alelelor definesc variabilitatea genetică a populației. Alelele apărând datorită mutațiilor spontane care sunt erorilor inerente de replicare ale moleculelor de ADN în cursul generațiilor, cu cât numărul de generații din populația respectivă este mai mare, cu atât variabilitatea este și ea mai extinsă. Astfel, diversitatea genetică mai ridicată a populațiilor umane sub-sahariene comparativ cu cea a populațiilor asiatice sau sud-americane este un argument în favoarea teoriei originii africane recente a oamenilor moderni. Frecvența unei alele poate crește în decursul generațiilor, devenind o alelă majoritară, însoțită de diminuarea frecvenței altor alele ale aceluiași locus. Această creștere a frecvenței poate ajunge până la 100%, locusul devenind monoalelic, fenomen cunoscut sub numele de fixare a alelei. Acest proces determină o scădere a variabilității populației datorită pierderii unor alele.
În funcție de numărul alelelor identificate, un locus poate fi:
- monoalelic, cu o singură alelă corespunzătoare alelei sălbatice.
- bialelic, când numai două alele sunt prezente. Un exemplu de loci bialelelici sunt variațiile numite SNP (în engleză single nucleotide polymorphism, tradus ca polimorfism al unui singur nucleotid sau polimorfism uninucleotidic).
- oligoalelic, când sunt descrise un număr restrâns de alele.
- multialelic, când un număr mare de alele sunt descrise.

Alelele pot determina sau nu un fenotip anormal, fiind denumite alele patogene și respectiv alele nonpatogene. Alelele nonpatogene care au o frecvență în populație mai mare de 5% sunt considerate ca polimorfisme și sunt alele frecvente. Alelele a căror frecvență este între 1 și 5% sunt alele rare. Alelele nonpatogene sunt alele codominante.
Alelele patogene au, în general, frecvență sub 1% însă în unele populații (precum populația insulei Tristan da Cunha, populațiile Amish sau evreii așkenazi)  datorită efectului de „gât de sticlă” și izolării reproductive frecvența alelelor patogene poate crește semnificativ.

### Legea Hardy-Weinberg

Modelizare a legii Hardy–Weinberg în cazul prezenţei a două alele: pe axa orizontală sunt reprezentate frecvenţele alelice iar pe axa verticală frecvenţele genotipurilor. Fiecare din cele trei genotipuri posibile este reprezentat cu o culoare diferită.

Într-o populație de mărime infinită, în care reproducerea este de tip panmixic (încrucișare aleatorie între indivizi) și în care nu există migrații sau mutații noi, frecvențele alelice, și deci și cele ale genotipurilor corespunzătoare, rămân constante de la o generație la alta (legea lui Hardy-Weinberg).
Pentru o populație în care, pentru un locus dat, există numai două alelele notate cu A și a această lege poate fi scrisă sub următoarea formă matematică:
p² + 2pq + q² = 1
în care A și a sunt cele două alele cu frecvențele p și, respectiv, q (p + q = 1). Cele trei genotipuri posibile au frecvențele următoare:
p² : frecvența genotipului homozigot AA
2pq : frecvența genotipului heterozigot Aa
q² : frecvența genotipului homozigot aa
Deși populațiile naturale nu îndeplinesc toate condițiile impuse de legea Hardy-Weinberg, acestă lege este folosită pentru a calcula, cu o eroare acceptabilă, frecvențele alelice plecând de la fenotipurile observate în populație. 

#### Exemplu de calcul al frecvențelor alelice
Studiile epidemiologice au stabilit că incidența la naștere a unei boli autosomal recesive este de 1/10.000. Această valoare corespunde genotipului homozigot recesiv aa. Deci:
q² = 1/10000 → q = √1/10000 = 1/100
Deoarece suma frecvențelor alelei dominante A (notată cu p) și recesive a (notată cu q) este egală cu 100%, atunci:
p + q = 1   →   p = 1 - 1/100 = 99/100, valoare ce poate fi rotunjită la 1
Frecvența heterozigoților Aa este deci 
2pq = 2 × 1 × 1/100 = 1/50
În cazul multor boli recesive indivizii bolnavi nu participă la reproducere, nou-născuții bolnavi rezultând din căsătoria între doi heterozigoți cu genotipul Aa. Probabilitatea unei căsătorii între doi heterozigoți este produsul 
1/50 × 1/50 = 1/2500
În cazul bolilor autozomal recesive riscul a doi părinți heterozigoți de a avea un copil bolnav este de 25% (1/4), deci în populația generală probabilitatea nașterii unui copil bolnav este produsul dintre probabilitatea căsătoriei între doi heterozigoți Aa și probabilitatea apariției genotipului aa:
1/2500 × 1/4 = 1/10000
adică valoarea determinată de studiile epidemiologice. 

## Alele dominante și recesive
O genă participă la realizarea unuia sau mai multor caractere, alelele mutante putând determina variante ale caracterului sau caracterelor respectiv(e). 
În cazul în care caracterul se manifestă identic atât la indivizii homozigoți pentru alela normală cât și la cei heterozigoți (ce au o alelă normală și una mutantă), alela mutantă este numită alelă recesivă (alelă care nu se manifestă) iar alela normală, ce se manifestă fenotipic, este numită alelă dominantă. Alelele recesive se manifestă doar atunci când ambele alele sunt recesive, organismul având fie aceeași alelă recesivă pe cei doi cromozomi omologi (fiind deci homozigot recesiv), fie două alele recesive diferite (fiind în acest caz heterozigot compozit).
În unele situații, anumite caractere fenotipice observate la heterozigoți sunt intermediare între caracterul observat la homozigoții dominanți și cel observat la homozigoții recesivi. În acest caz nu există un „raport de forță” între cele două alele, ambele se exprimându-se și sunt numite alele codominante. Un exemplu de alele codominante sunt alelele IA și IB ale grupei sanguine AB0 care codifică glicoziltransferaze cu activitate enzimatică diferită (adăugarea unei N-acetil-galactozamine pentru formarea antigenului A și a unei D-galactoză pentru formarea antigenului B).

## Boli genetice dominante și recesive
Alelele mutante ce determină anumite boli genetice se pot manifesta:
- în stare heterozigotă (fiind deci alele dominante) și determină boli genetice ce se transmit de-a lungul generațiilor după modul dominant autozomal sau gonozomal (sau legat de sex);
- numai în stare homozigotă (fiind deci alele recesive) și determină boli genetice ce se transmit după modul recesiv autozomal sau gonozomal (sau legat de sex).

Segregarea și redistribuirea liberă a genelor (recombinarea), care însoțesc formarea celulelor sexuale, precum și caracterul întâmplător al fecundației ovulului, constituie cauza colosalei variabilități a organismelor sexuate.

## Caractere normale și anormale dominante și recesive
| Caractere dominante                    | Caractere recesive                                                        |
| -------------------------------------- | ------------------------------------------------------------------------- |
| Nas coroiat                            | Nas drept                                                                 |
| Nas roman (cu proeminență la mijloc)   | Nas drept                                                                 |
| Nas grecesc (alungit)                  | Nas drept                                                                 |
| Nas normal                             | Nas borcănat                                                              |
| Nas lat                                | Nas îngust                                                                |
| Nas lung                               | Nas scurt sau mijlociu                                                    |
| Rădăcina nasului îngustă, înaltă       | Rădăcina nasului joasă și lată                                            |
| Rădăcina nasului îngustă, înaltă       | Rădăcina nasului joasă și lată                                            |
| Nări dilatate                          | Nări înguste                                                              |
| Ochi drepți                            | Ochi pieziși                                                              |
| Ochi mari                              | Ochi mici                                                                 |
| Ochi negri                             | Ochi căprui                                                               |
| Ochi gri                               | Ochi verzi                                                                |
| Iris de culoare închisă                | Iris de culoare albastră                                                  |
| Iris pigmentat                         | Iris albinist                                                             |
| Gene lungi                             | Gene scurte                                                               |
| Pleoape mari                           | Pleoape mici                                                              |
| Păr întunecat                          | Păr deschis                                                               |
| Păr creț                               | Păr ondulat                                                               |
| Păr negru                              | Păr blond                                                                 |
| Păr castaniu                           | Păr roșcat                                                                |
| Păr castaniu                           | Păr blond                                                                 |
| Păr cărunt la 25 ani                   | Păr cărunt apărut după 25 ani                                             |
| Șuviță albă de păr                     | Părul de aceeași culoare                                                  |
| Chelie timpurie                        | Absența cheliei                                                           |
| Piele închisă la culoare               | Piele deschisă la culoare                                                 |
| Statură joasă                          | Statură înaltă                                                            |
| Dreptaci                               | Stângaci                                                                  |
| Cataractă (opacificarea cristalinului) | În normă                                                                  |
| Auz normal                             | Surditate                                                                 |
| Prezența migrenei                      | Absența migrenei                                                          |
| Absența sindromului Parkinson          | Prezența sindromului Parkinson                                            |
| Dezvoltare normală                     | maladia Tay–Sachs (idioție amaurotică degenerescentă cerebro - vasculară) |
| Absență fenilcetonurie                 | Prezență fenilcetonurie                                                   |